# 1905
1905. је била проста година.

## Догађаји

### Јануар
- 22. јануар — Руска револуција 1905. довела је до успостављања уставне монархије у Руском царству. Револуцију су карактерисали масовни политички и друштвени немири, укључујући штрајкове радника, сељачке побуне и војне побуне усмерене против цара Николаја II, који је био приморан да прихвати оснивање законодавне скупштине Државне думе и додели јој одређена права.

### Фебруар
- 27. фебруар — Реорганизацијом Велике школе, основан Београдски универзитет, прва универзитетска установа у Србији.

### Март
- 9. март — Сима Лозанић постаје први ректор Београдског универзитета.
- 23. март — Око 1500 Крићана, предвођених Елефтериосом Венизелосом, окупило се у селу Терисо да би затражили уједињење острва са Грчком, што је био почетак Теришког устанка.

### Април
- 2. април — Отворен је железнички тунел испод Алпа "Симплон" којим је Швајцарска повезана са Италијом.
- 4. април — У земљотресу у провинцији Лахор, тада делу Британске Индије, погинуло 19.000 људи.
- 29. април —  Битка на Челопеку

### Мај
- 10. мај — Битка на Орешким ливадама између српских четника из Македоније и Бугара на простору западног Повардарја. Срби у овој борби нису имали губитака, док је 15 Бугара убијено, 30 рањено а петоро их је побегло[1].
- 28. мај — Окончана је битка код Цушиме у којој је Јапанска царска морнарица адмирала Хејхачира Тогоа уништила руску Балтичку флоту.

### Јун
- 7. јун — Норвешки парламент је распустио Унију Шведске и Норвешке.
- 27. јун — Морнари Црноморске флоте су се побунили против својих официра и преузели бојни брод Потемкин.

### Септембар
- 5. септембар — Миром у Портсмуту, уз посредовање америчког председника Теодора Рузвелта завршен је Руско-јапански рат.
- 27. септембар — Физички журнал Анали физике је објавио четврти научни рад Алберта Ајнштајна Да ли инерција тела зависи од његовог енергетског садржаја?, у ком је први пут представљена једначина E = mc2.

### Октобар
- 26. октобар — Шведска је по споразуму у Карлштаду признала независност по Норвешке са краљем Хоконом VII.
- 26. октобар — Током Прве руске револуције (1905—07), радници су у Петрограду основали први Совјет (радничку скупштину).

### Новембар
- 28. новембар — Ирски националиста Артур Грифит основао у Даблину партију Шин Фејн, чији је главни задатак била борба за осамостаљење Ирске од Велике Британије.

### Децембар
- 9. децембар — Представнички дом Француске је усвојио закон о одвајању државе од цркве.
- 19. децембар — Кнез Никола Петровић-Његош је донео Никољдански устав, први устав Црне Горе, којим је држава конституисана као уставна монархија.

### Датум непознат
- Википедија:Непознат датум — Основана Ликовна колонија Сићево

## Рођења

### Март
- 19. март — Алберт Шпер, немачки архитекта и политичар (прем. 1981)

### Мај
- 16. мај — Хенри Фонда, амерички глумац (прем. 1982)

### Јун
- 21. јун — Жан Пол Сартр, француски књижевник (прем. 1980)

### Август
- 16. август — Марија Октјабрскаја, прва од само две жене тенкиста које су одликоване титулом Хероја Совјетског Савеза (прем. 1944)

### Септембар
- 3. септембар — Карл Дејвид Андерсон, амерички физичар (прем. 1991)
- 18. септембар — Грета Гарбо, шведско-америчка глумица (прем. 1990)

### Децембар
- 7. децембар — Џерард Кајпер, америчко-холандски астроном (прем. 1973)

## Смрти

### Фебруар
- 1. фебруар — Освалд Ахенбах, немачки сликар (* 1827)

### Март
- 24. март — Жил Верн, француски писац научно-фантастичних романа. (*1828).

### Април
- 8. април — Јосип Јурај Штросмајер, хрватски католички бискуп и политичар

## Нобелове награде
- Физика — Филип Едуард Антон фон Ленард
- Хемија — Адолф фон Бајер
- Медицина — Роберт Кох
- Књижевност — Хенрик Сјенкјевич
- Мир — Берта Софија Фелиситас Баронин фон Сутнер, рођена као грофица Кински од Шиника и Тетауа (Аустрија)
- Економија — Награда у овој области почела је да се додељује 1969. године